# Briefe in die chinesische Vergangenheit
Briefe in die chinesische Vergangenheit ist ein Briefroman von Herbert Rosendorfer, der im Jahre 1983 erschien und bald zum Bestseller wurde.

## Handlung

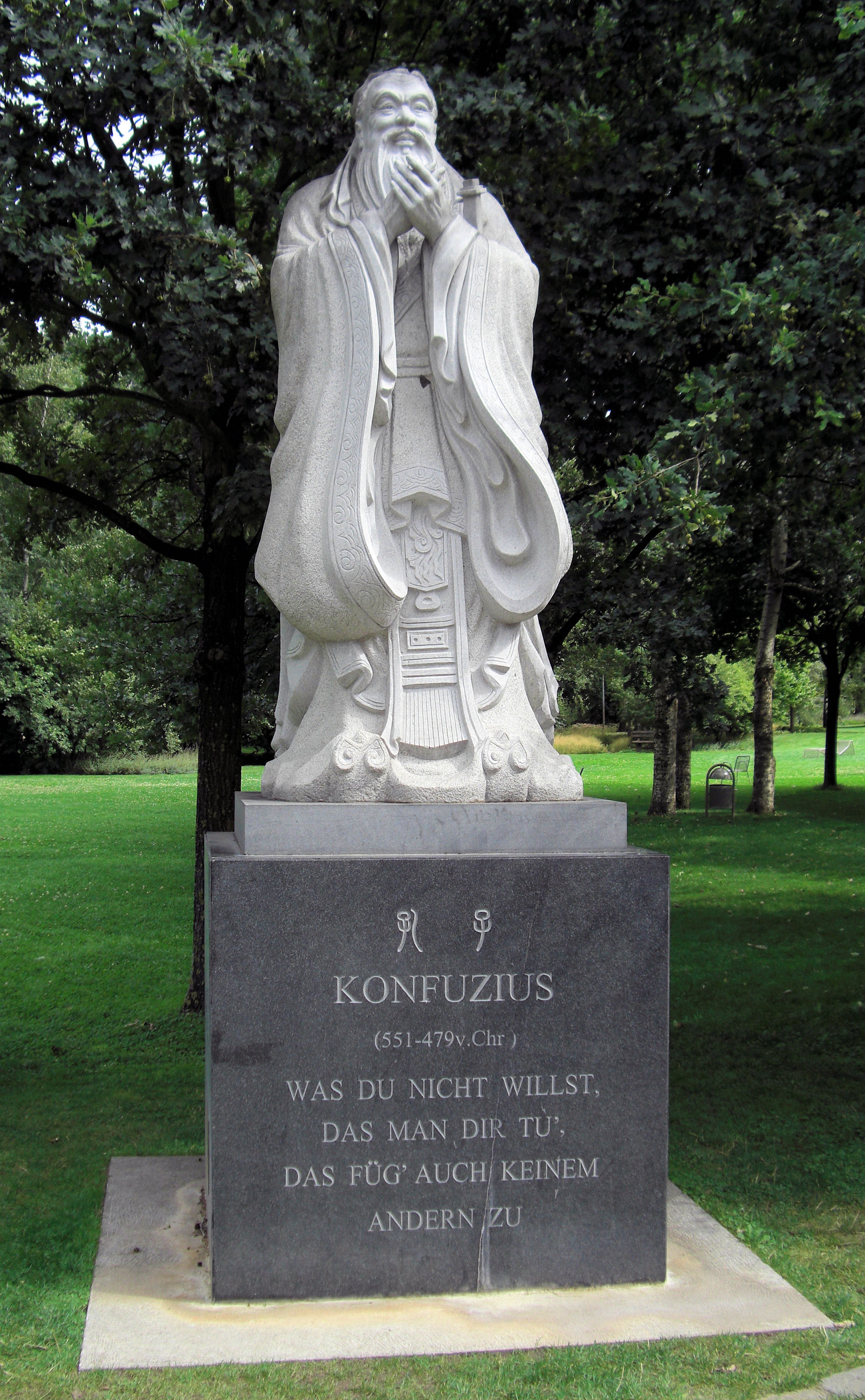
Konfuzius

Mit Hilfe eines „Zeitreisekompasses“ (einer Art Zeitmaschine) versetzt sich der Protagonist des Romans, ein chinesischer Mandarin namens Kao-tai aus dem 10. Jahrhundert, in die Gegenwart und überbrückt damit tausend Jahre, um das moderne China kennenzulernen. Da er jedoch aufgrund seines statischen geozentrischen Weltbildes die Erddrehung nicht berücksichtigt hat, landet er viel weiter westlich: im Land Ba Yan (Bayern), in dessen Metropole Min-chen (München). Er versucht, sich dort einzugewöhnen, und beginnt (mit Hilfe eines Geschichtsprofessors, mit dem er sich anfreundet und der ihn bei sich unterbringt), die deutsche Sprache zu erlernen. Wie er bald merkt, sind jedoch die Unterschiede zwischen damals und heute nicht leicht zu überbrücken. Besonders den Schmutz und Lärm der neuen Zeit, aber auch die Gleichberechtigung der Frau und die Hektik des täglichen Lebens empfindet er als abschreckenden Kulturschock. So stürzt er unfreiwillig von einem Abenteuer ins nächste.

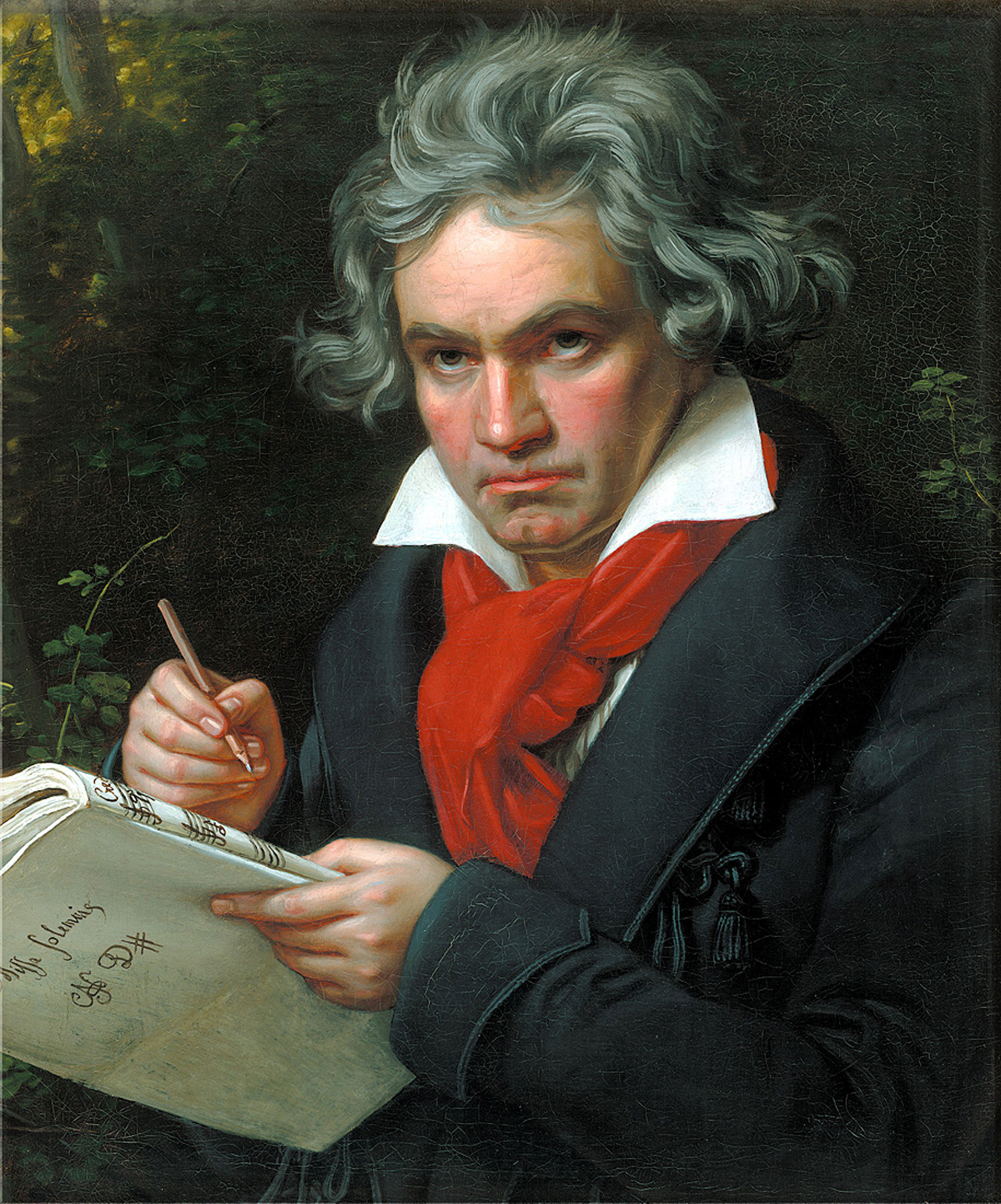
„Der große Meister We-to-feng“
(Ludwig van Beethoven)

In insgesamt 37 Briefen berichtet er während seines achtmonatigen Aufenthalts (so lange muss er in München bleiben, da sein Zeitkompass auf genau diese Frist bis zur Rückreise programmiert ist) seinem besten Freund Dji-Gu im Reich der Mitte seine Erlebnisse mit den „Großnasen“, schildert seine Erfahrungen mit deren technischen Errungenschaften einerseits und deren unkultivierten Sitten andererseits.

Dabei bemüht er sich auf – für den modernen Leser – oft amüsant umständliche Art, all die Dinge und Vorgänge zu beschreiben, die ihm anfangs unverständlich erscheinen müssen; zum Beispiel das Automobil, das er zunächst aufgrund seiner für ihn erschreckenden Erscheinung als „Dämon ‚Zehn Wildschweine‘“ bezeichnet, oder das elektrische Licht, das WC, das Geld, eine Sauna, die Münchner Oper und Pinakothek, eine Striptease-Bar und das Oktoberfest. Weniges wird von Kao-tai wirklich bewundert, vieles kritisiert, manches mit Abscheu geschildert. Sein fast uneingeschränkt positives Echo erfährt vor allem die klassische Musik Mozarts und Beethovens. Auch der prickelnde Schaumwein und die freizügige Liebe der zweifach geschiedenen Lehrerin Pao-leng (Agatha Pauli) versöhnen ihn mit der schrecklichen Zukunft, obwohl Letztere seiner geliebten Shiao-shiao (bei der es sich zunächst um eine Kurtisane zu handeln scheint, die sich jedoch im Laufe des Romans als Katze entpuppt) daheim keineswegs das Wasser reichen kann. Ansonsten sieht er die Welt mit den Augen des von ihm verehrten Philosophen Konfuzius, der auch für die Phänomene der Neuzeit (Ökonomie, Politik, Umweltschutz, Bildung) und zu Fragen der Ethik und Literatur die passenden Antworten bereithält.
Als Vorlage für seine Charaktere dienten dem Verfasser zum Teil eigene Freunde und Bekannte. Insbesondere im Brief über den Besuch eines Gerichtsgebäudes treten mehrere real existierende Juristen mit wiedererkennbaren, chinesisch verfremdeten Namen auf. Auf gleiche Art werden Personen der Zeitgeschichte erwähnt, z. B. Bundesinnenminister Friedrich Zimmermann mit seiner Meineidaffäre.

## Form
Gesellschaftskritisch und einfallsreich nimmt Herbert Rosendorfer nicht nur die Sitten und Zustände der 1980er Jahre in der Bundesrepublik Deutschland aufs Korn, sondern kommentiert darüber hinaus auch Kapitalismus, Kommunismus, Ökonomie, Ökologie, Religion und Philosophie, vor allem aber den allgemeinen blinden und egoistischen Fortschrittsglauben und, eng damit verknüpft, unser schizophrenes Verhältnis zum Phänomen der Zeit. So lässt er den Leser – durch die Augen seines zeitlich wie räumlich extrem distanzierten Protagonisten – mit Befremden auf sich selbst schauen und auf das, was uns heute allzu selbstverständlich erscheint.

Dass dies selten ohne Komik geschieht, liegt nicht zuletzt an Kao-tais blumiger Sprache, insbesondere an seiner von ritualisierten und übertriebenen Floskeln überbordenden Mandarin-Höflichkeit; z. B. wenn er eine Putzfrau als „hohe Blume des Hauses“ und „wohlduftende Begonie mit dem Mond-Antlitz“ anredet und dann von sich selbst sagt: „der nichtswürdige Wurm Kao-tai grüßt dich ehrfürchtig und wünscht dir einen honiggetränkten Sommermorgen.“
Oder wenn er sich, ähnlich untertänigst, bei seiner Geliebten am Telefon meldet: „Hier spreche ich, Ihr nichtswürdiger Diener und Knecht Kao-tai, der schmutzige Mandarin, nicht mehr wert, als mit Füßen von Ihrer erhabenen Schwelle vertrieben zu werden.“
Formal macht Rosendorfers Buch eine Anleihe bei den Persischen Briefen des französischen Aufklärungsphilosophen Montesquieu. Auch zur Kulturkritik in den fiktiven Reden eines Südseehäuptlings in Der Papalagi sind Parallelen erkennbar. Montesquieu wird in den Briefen in die chinesische Vergangenheit ausdrücklich erwähnt. Gleichsam selbstironisch lässt der Autor seinen Protagonisten die Parallelität der beiden Werke erkennen und nach der Wirkung jener Briefe fragen. Als Kao-tai erfährt, dass die Resonanz auf Montesquieu sehr gering gewesen sei, beschließt er – paradoxerweise anders als sein Autor – seine eigene Zeit nicht „damit zu vergeuden, für die Großnasen ein Buch zu schreiben [...] ich halte mich an den Weisen vom Aprikosenhügel [d.h. an Konfuzius]: 'Der Meister sprach: Seltsame Lehren anzugreifen ist verderblich.'“ Auch als ihn am Schluss des Romans sein Gönner, Professor Schmidt (Shi-shmi), drängt, seine Erlebnisse für die Nachwelt niederzuschreiben, da sie „für die Großnasen von unschätzbarem Wert seien“, lehnt er dieses Ansinnen kategorisch ab: „Ich weiß, was mit dem Büchlein, der Schrift des rätselhaften Kao-tai geschähe: die Großnasen würden es lesen; wenn es hochkommt, würden sie es aufmerksam lesen. Sie würden zustimmend nicken und sich dann dem zuwenden, was sie für den Ernst des Lebens halten.“ Resigniert und so indirekt die eigene humorvolle Intention des Briefromans betonend, resümiert der Autor (mit den Worten seines Protagonisten): „Gegen diesen Ernst des Lebens ist nicht anzukommen.“

## Fortsetzung
Eine Fortsetzung der Briefe in die chinesische Vergangenheit ist unter dem Titel Die große Umwendung im Jahr 1997 erschienen.
Als Kao-tai in seiner Heimat Opfer einer Intrige eines Kanzlers namens La-du-tsi wird, nutzt er seine Zeitmaschine wie einen Notanker, entflieht einem Todesurteil und landet – 15 Jahre nach seiner ersten Reise – im inzwischen wiedervereinigten Deutschland. Er landet im Kölner Karneval; dann verschlägt es ihn nach Leipzig und an andere Orte in den neuen Ländern.
Er wird mehrmals bestohlen, Herr Shi-Shmi stirbt an einer Krankheit (nachdem im Krankenhaus ihm ein katholischer Pfarrer Bez-wi-seng – offensichtlich Fritz Betzwieser – noch die Krankensalbung gespendet hat) und Frau Pao-leng hat längst einen anderen Mann gefunden. Kao-tai fliegt auch nach New York und erschrickt dort über den ausgeprägten Gegensatz von Arm und Reich. Auf dem Rückflug lernt er Franz Beckenbauer kennen.
Nachdem ein Mönch in seiner Heimat die Intrige aufgeklärt hat, reist Kao-tai wieder nach China zurück.